# 赤松則村
赤松 則村（あかまつ のりむら）は、鎌倉時代から南北朝時代にかけての武将、守護大名。本姓は源氏。家系は村上源氏の流れを汲む赤松氏4代当主。播磨国守護。法名の円心（えんしん）でも知られている。

## 生涯

### 挙兵
若い頃の動向については不明だが、京都に向かう途中に禅僧の雪村友梅と出会ったという話が伝わり、長男・範資と次男・貞範が摂津国長洲荘の悪党の取り締まりに派遣されたことと、赤松氏の本拠地である播磨佐用庄の一部の領主が鎌倉幕府の京都における拠点である六波羅探題の家臣であったことから六波羅に勤務していたと推定されている。
後醍醐天皇が鎌倉幕府打倒を掲げて挙兵した元弘の乱において、後醍醐天皇の皇子である護良親王の挙兵に呼応した楠木正成の軍が元弘2年/正慶元年（1332年）12月に芥川付近まで進出した際、六波羅探題は宇都宮公綱と円心の軍を派遣して忍頂寺付近にまで退けた。
しかし、元弘3年（1333年）1月21日、後醍醐天皇の皇子・護良親王の令旨を受けて反幕府勢力として挙兵した。初め一族の高田氏が幕府方に内通しようとしたため、兵を動かし西条山城にて交戦。その菩提寺である了宅庵において自害に追い込んだ。続いて六波羅探題の命を受けた備前国の守護加持氏が兵を出してきたが、先発隊である伊東氏と備前三石城で戦い、盟主である伊東惟群を服従させ、これを西国からの幕府軍の備えとして三石城に残して東上を開始した。
この後、室山に陣を築いて反幕府方の諸豪族の参集を待った後、白川郷・山田村小部郷・石南花山を経て、布引谷沿いに南に向かい、あらかじめ範資に築かせておいた摂津摩耶山城へ入った。赤松軍を討つため六波羅は佐々木時信などの軍を派遣。2月11日には早くも六波羅軍2万が攻め寄せてくるが、赤松軍が得意とした野伏り戦を展開し撃退した。

### 六波羅攻略
勢いを駆った円心は尼崎の久々知に陣取り、24日には酒部に進出。3月10日に六波羅軍1万が瀬川に布陣した。その日の夜、尼崎から上陸した四国の小笠原勢が奇襲をかけてきたが、円心は僅か50騎で敵を突破し、久々知に帰陣した。そこで三男・則祐の進言を聞き入れ、集合した兵3,000騎を率いて敵陣に夜襲をかけ、敵を敗走させた（瀬川合戦）。ここでまた則祐の追撃案に基づいて、12日には摂津と山城国の国境山崎に侵攻。京都淀・赤井・西岡付近に放火を敢行した。
これに対して六波羅軍は、高橋・隅田両検断に2万を預けて出陣させた。円心は、軍を二つに分けて一方を久我縄手へ差し向け、自らは桂へ進軍して桂川を挟んで六波羅軍と対峙した。桂川は増水してとても渡れそうになかったが、則祐が先陣を切って押し渡り、敵を蹴散らした。そのまま大宮・猪熊・堀川・油小路に放火しつつ六波羅を目指し東山に攻め込んだ。
六波羅側は危機感を覚えたのか、時の天皇光厳天皇を六波羅に迎えて六波羅を仮御所とした。また、新手の河野・陶山を初め、兵を大量に投入したため、これまで破竹の進撃をしていた円心軍は総崩れとなった。円心と則祐は急ぎ男山まで逃れ、ここで円心は自刃すると従者に告げたと言われている。しかし思い直した円心は自分の旗印である左三つ巴の旗の上に大龍を描き、八幡菩薩のお告げとして再度京都へ攻め込むと告げた。
再起した円心は山崎と八幡に陣取り淀川と西国街道を押さえ兵糧攻めに切り替え、3月28日と4月3日に京都を攻めたが、六波羅を落とせず八幡で待機、27日に鎌倉から派遣された追討軍の大将軍名越高家・足利高氏（尊氏）の出陣を知ると迎撃に出陣、久我畷の合戦において一族で家臣の佐用城主の佐用範家が名越高家を討ち取って戦は終わった。この戦の後、高氏は畿内の領地である丹波篠村へ向かい、兵を集めて2万3,000騎で反幕府として挙兵した。円心も5月8日に千種忠顕や結城親光、高氏らに合流して京都を包囲、六波羅を陥落させた。六波羅探題北条仲時・北条時益は落ち延びる途中で捕捉され自殺、関東では新田義貞・足利義詮が鎌倉を落とし、元弘の乱は終結した。円心は六波羅陥落後、帰洛の途についた後醍醐天皇に30日に兵庫で拝謁している。

### 尊氏の挙兵に参加
鎌倉幕府滅亡後の建武の新政では、恩賞に播磨守護職を与えられながら、政争に巻き込まれ没収されるなど不遇であった事が知られている。これは朝廷内の権力争いの結果、護良親王派が三位局（阿野廉子）派に敗れた結果といわれる。同じく護良派といわれる楠木正成も戦功に比べ不遇であり、逆に三位局派の名和長年、千種忠顕等は新政の恩賞で厚遇されたという。また、共に倒幕戦争を戦った護良親王が建武元年（1334年）に失脚すると円心の新政における立場は失われた。恩賞の内容に激怒した円心は佐用庄へ帰っている。
これらの不満から建武政権と決別、建武2年（1335年）、足利尊氏が中先代の乱を平定する軍に範資と貞範を従軍させた。平定後、尊氏が鎌倉で建武政権から離反して京都に進攻、翌建武3年（1336年）に北畠顕家、新田義貞、楠木正成らの宮方に敗れて九州へ逃れた時も足利方に留まり、尊氏から改めて播磨守護職を授けられた。
以後は足利方として戦い、京都方面から進撃してきた義貞を総大将とする尊氏討伐軍6万騎を、播磨赤松の白旗城で迎え撃った。円心は、則祐を配した城山城などの城郭を播磨各地に築き、市川沿いに書写山を中心とする第一防衛線、揖保川沿いにを城山城を中心とする第二防衛線、そして千種川沿いに白旗城を中心とする第三防衛線をもうけて徹底抗戦した。さらに白旗城は、地理的に北方の美作国、但馬国方面、西方の備前からいくらでも支援が可能という強みを持ち合わせていた。そのため義貞率いる討伐軍は、円心以下2,000の兵が立て籠る白旗城を圧倒的な兵力を持ちながら攻めあぐね、3月から5月まで50日以上くぎ付けにされた。
その間、尊氏は多々良浜の戦いで菊池武敏を破り、九州を制圧。西国の武士を軒並み味方に加えながら、軍勢を海と陸の二手に分けて東上を開始した。足利軍東上の知らせに新田軍は撤退を開始するが、士気は極端に低下し、寝返りや足利軍への投降者が続出した。さらに、白旗城を出てきた赤松軍の追撃も受け、総崩れとなって兵庫まで逃げ延びた。尊氏は白旗城から撤退した新田軍に5月25日の湊川の戦いで勝利、翌年に範資が摂津守護に任命され、赤松氏は2ヶ国の守護となった。ただし、播磨には義貞の同族に当たる金谷経氏が残って播磨丹生山で挙兵したため、円心は延元3年/暦応元年（1338年）から興国3年/康永元年（1342年）まで範資・則祐と共に反乱鎮圧に費やすことになる。

### 晩年
尊氏及び執事の高師直と弟の足利直義が対立した観応の擾乱においては尊氏に従い、尊氏の庶子で直義の養子である、直義方の直冬を追討するために軍を編成している最中、正平5年/観応元年（1350年）1月11日、京都七条にある邸宅で急死した。享年74。家督と播磨守護は範資が相続したが、翌正平6年/観応2年（1351年）に範資も急死したため、摂津守護は孫の光範に、家督と播磨守護は則祐に受け継がれた。
法名は法雲寺月潭円心。墓所は京都市東区の東山建仁寺の塔頭寺院久昌院。供養塔が兵庫県赤穂郡上郡町の金華山法雲寺（法雲昌国禅寺）にある。また、木像が兵庫県赤穂郡上郡町の宝林寺にある。

## 人物
- 禅宗に帰依しており、雪村友梅や宗峰妙超を招いて法雲寺や福田寺の堂宇を建立した。
- 出家した円光という弟がおり、円光に楠木正成の姉が嫁いでいた関係で、正成から見れば円心は義理の兄弟に当たる。
- 戦前に尊氏が後醍醐天皇に反逆した逆臣とされていた関係から、尊氏の覇業に大いに貢献した円心も逆賊の頭目の1人と見なされていた[12]。
- 円心は無双の勇士で、小事にこだわらない度量の大きさがあり、人に遅れをとりたくない性格なので衰微した赤松家を興して名を顕わしたいと思っていた。護良親王の令旨はまさにこの願いにうってつけで、円心は大いに喜んだという（太平記）[13]。
- 鎌倉幕府に対して挙兵した時、円心の上洛を遮ろうとする敵と戦って20余人ほどを生け捕った。しかし円心は彼らを殺さず情ある扱いをしたので、彼らは進んで円心に味方したという（太平記）[13]。
- 尊氏が新田義貞らに敗れた際、九州に落ち延びて再起を果たすように進言した。尊氏を追撃するため義貞が6万騎という大軍を率いて来襲してきたとき、円心は白旗城に2,000の兵と立て籠もった。このとき円心は一計を案じ、使者を義貞の下に派遣した。使者が義貞に言うには「我が殿は今は足利に靡いていますがそれは心からの事ではなく、鎌倉討滅に忠功を立てながら播磨守護職を追われたために過ぎません。もし、帝（後醍醐天皇）が播磨守護職輔任の綸旨を賜れるのなら、円心は帝に忠誠を誓うでありましょう」と述べた。義貞はこれを信じて使者を京都に送り、往復10余日を経て使者が綸旨を持って戻ってきた。すると円心は「そんなものはいりません。手のひらを返すような綸旨は受けられませんので、当家の守護・国司職は将軍（尊氏）から頂きます」と述べて使者を追い返した。怒った義貞は白旗城に総攻撃をかけたが、円心は10余日ほどで籠城準備をすっかり整えており、義貞軍はここで50余日も費やして尊氏に再起の貴重な時間を与える結果となった（太平記）[13][14]。